# 黑洞物理學年表
黑洞的物理學年表 
- 1640年 – 法國天文學家布利奧（英语：Ismaël Bullialdus）建議重力的大小與距離平方成反比。
- 1684年 - 牛頓導出了平方反比的重力定律。
- 1758年 - 拉古薩共和國（現今克羅埃西亞南部的港市杜布羅夫尼克）的魯傑爾·朱塞佩·博斯科維奇發展出自己的力學理論，在短距離內重力會互斥。依據他這奇特的理論，可能存在類似白洞的物體，能使其他的物體不能接近它的表面。
- 1784年 – 英國的自然哲學家約翰·米歇爾論及古典物理有逃逸速度超過光速的物體。
- 1795年 – 法國的數學與天文學家拉普拉斯亦論及古典物理有逃逸速度超過光速的物體。
- 1798年 – 英國的物理學家亨利·卡文迪什測量重力常數。
- 1876年 – 英國的數學與科學哲學家威廉·金頓·克利福德 建議物體的運動可能源自於空間上的幾何變化。
- 1909年 - 愛因斯坦和葛羅斯曼·馬塞爾開始發展束縛度量張量的理論gik，用以定義與質量有關，源自的重力空間幾何。
- 1910年 - 汉斯·赖斯纳和贡纳尔·努德斯特伦定義了赖斯纳-努德斯特伦奇點，赫爾曼·魏爾解出特解為一個點。
- 1916年 - 卡爾·史瓦西解出球面對稱且不轉動的無電性系統在真空下的愛因斯坦場方程式。
- 1917年 - 保罗·埃伦费斯特給初三度空間的條件原則。
- 1918年 - 汉斯·赖斯纳和贡纳尔·努德斯特伦解出球面對稱且不轉動的荷電系統的愛因斯坦-馬克士威場方程式。
- 1918年 - Friedrich Kottler得到非真空的愛因斯坦場方程式史瓦西解。
- 1923年 – 美國數學家伯克霍夫證明史瓦西的時空幾何是愛因斯坦場方程式唯一的球對稱解。
- 1939年 - 歐本海默和哈特蘭·史奈德計算無壓力均直流體的重力塌縮時，發現他會自己切除與宇宙其餘部分的聯繫。
- 1963年 - 克爾解出不帶電對稱旋轉體在真空的愛因斯坦場方程式，並導出克爾度規
- 1964年 - 羅傑·潘洛斯證明一顆內爆的恆星一旦形成事件視界就必然會成為奇點。
- 1965年 - 埃兹拉·特德·纽曼、 E. 考契（Couch）、K. Chinnapared、A. Exton、A. Prakash、和Robert Torrence解出帶電並旋轉系統的愛因斯坦-馬克士威場方程式。
- 1967年 – 在英國倫敦國王學院的以斯列（英语：Werner Israel）證明了無髮理論。
- 1967年 - 約翰·惠勒提出"黑洞"這個名詞。
- 1968年 - 布蘭登·卡特應用漢米頓-賈可比方程式導出帶電的亞原子粒子在克爾-紐曼黑洞場外的一階運動方程式。
- 1969年 - 羅傑·潘洛斯論述由克爾黑洞題取自旋能量的羅傑—潘洛斯過程。
- 1969年 - 羅傑·潘洛斯提出宇宙審查假說。
- 1971年 – 確認天鵝座X-1/HDE 226868 是一個雙星的黑洞系統候選者。
- 1972年 - 史蒂芬·霍金證明，古典黑洞的視界事件區域不可能減少。
- 1972年 - 詹姆斯·M·巴丁、布蘭登·卡特、和史蒂芬·霍金提出等同於熱力學定律的黑洞第四定律。
- 1972年 - 雅各·柏肯斯坦建議黑洞也有熵，就是事件視界的面積。
- 1974年 - 史蒂芬·霍金將量子場論運用於黑洞時空，並證明黑洞會像黑體一樣輻射出光譜 而導致黑洞的蒸發。
- 1989年 –證明天鵝座的GS2023+338/V404是一個雙星黑洞系統的候選者。
- 1996年 - 卡姆朗·瓦法和安蒂·斯楚明格運用弦論計算黑洞的熵，得到與史蒂芬·霍金和雅各·柏肯斯坦相同的結果。
- 2002年 - 馬克斯普郎克外太空物理學院的天文學家提出目前的證據假設銀河系的中心人馬座A*是個超大質量黑洞。
- 2002年 - 美國國家航空暨太空總署的昌德拉X-射線天文台的觀測，懷疑在NGC 6240內的黑洞是由星系吞噬產生的。
- 2004年 – 在量子力學和弦論上的計算，都認為訊息可以自黑洞溢出。源自弦論的黑洞模型對奇點的想法抱持懷疑。參見Fuzzballs。
- 2004年 – 加州大學洛杉磯分校進一步的觀測證據，強烈的支持人馬座A是一個黑洞。
- 2019年4月10日，事件视界望远镜项目发布了人类第一张黑洞照片，于布鲁塞尔、圣地亚哥、上海、台北、东京、华盛顿等地分别以英语、西班牙语、汉语、日语同时召开全球连线的发布会。[1][2]